# Space Rock
Space Rock ist ein Genre der Rockmusik. Der Begriff wurde in den späten 1960er und frühen 1970er Jahren vor allem von Bands der Progressive- und Psychedelic-Rock-Szene wie Pink Floyd und Hawkwind geprägt.
Der Space Rock ist zur psychedelischen Musik zu zählen und versucht, durch Verwendung repetitiver Muster, z. B. in Form von Hard-Rock-artigen Riffs und „spaciger“ Klangfarben, eine futuristische Atmosphäre und ein gewisses Gefühl der Schwerelosigkeit zu erzeugen. Vor allem geschieht dies durch den Einsatz von Synthesizern, aber auch mit für Rockmusik ungebräuchlicheren Instrumenten wie Blas- oder Streichinstrumenten. Im Space Rock werden oft Texte verarbeitet, die sich mit dem Weltraum, Science Fiction oder Fantasy befassen. Aufwendige Lightshows, zum Teil auch mit Bühnenlaser-Anlagen bei Live-Auftritten der Bands des Genres sind nicht ungewöhnlich. Hervorgetan hat sich hier vor allem die Band Pink Floyd, die bereits in ihrer frühen Phase mit allerlei optischen Effekten bei Konzerten experimentierte.

## Beispiele
- 35007 – Liquid, Phase V
- David Bowie – Space Oddity
- The Byrds – Space Odyssey (auf The Notorious Byrd Brothers; 1967)
- The Darkside – Melomania
- Gong – Camembert Electrique, Angel's Egg, Flying Teapot, You
- Ron Grainer – The Theme to Doctor Who
- Hawkwind – Space Ritual, Hall of the Mountain Grill, Warrior on the Edge of Time, Astounding Sounds, Amazing Music
- Manfred Mann’s Earth Band – Solar Fire
- Monster Magnet – Superjudge und Dopes to Infinity
- Nektar – Journey to the Centre of the Eye
- Pink Floyd – Piper at the Gates of Dawn, Ummagumma
- Rockets – On The Road Again und Electric Delight
- Rush – 2112
- Spiritualized – Ladies and Gentlemen We Are Floating in Space
- UFO – UFO 1 (auch bekannt als Unidentified Flying Object), Flying (auch bekannt als UFO II und One Hour Space Rock)
- Steaming Satellites – Steaming Satellites
- Starset – Satellite, Telescope, Ricochet